# Louis Barré
Louis Barré (Nantes, 6 april 2000) is een Franse wielrenner die vanaf 2025 als beroepsrenner voor Intermarché-Wanty uitkomt.

## Overwinningen
2017
Bergklassement Ronde des Vallées
2021
2e etappe L'Estivale Bretonne

## Resultaten in voornaamste wedstrijden
| Jaar | Ronde van Italië | Ronde van Frankrijk | Ronde van Spanje |
| ---- | ---------------- | ------------------- | ---------------- |
| 2022 |                  |                     |                  |
| 2023 |                  |                     |                  |
| 2024 | opgave           |                     |                  |
| 2025 |                  | 82e                 |                  |

| Jaar | Amstel Gold Race | Luik-Bast.‑Luik | Ronde van Lombardije | Waalse Pijl |
| ---- | ---------------- | --------------- | -------------------- | ----------- |
| 2022 |                  |                 | 49e                  |             |
| 2023 | 47e              | opgave          |                      | 48e         |
| 2024 |                  | opgave          |                      | opgave      |
| 2025 | 6e               | 25e             |                      | 24e         |

### Resultaten in kleinere rondes
| Jaar | Tour Down Under | Ster van Bessèges | Tirreno-Adriatico | Ronde van Catalonië | Vierdaagse van Duinkerke | Ronde van Zwitserland | Arctic Race of Norway | Ronde van Guangxi |
| ---- | --------------- | ----------------- | ----------------- | ------------------- | ------------------------ | --------------------- | --------------------- | ----------------- |
| 2022 |                 | 25e               |                   |                     |                          |                       | 53e                   |                   |
| 2023 |                 | 31e               |                   | 104e                | opgave                   | opgave                | 14e                   | 6e                |
| 2024 | 28e             |                   |                   | 109e                |                          |                       |                       | 80e               |
| 2025 |                 |                   | niet gestart      |                     |                          |                       |                       |                   |

## Ploegen
- 2022 –  Team U Nantes Atlantique (tot 31-7)
- 2022 –  Arkéa-Samsic (vanaf 1-8)
- 2023 –  Arkéa-Samsic
- 2024 –  Arkéa-B&B Hotels
- 2025 –  Intermarché-Wanty

Anacona · Barguil · Barré (vanaf 1/8) · Bouet · Bouhanni · Capiot · Declercq · Delaplace · Edet · Flórez · Gesbert · Grondin · Guernalec · Guglielmi · Hardy · Hofstetter · Ledanois · Louvel · McLay · Noppe · Owsian · Pajur · Pichon · D. Quintana · N. Quintana · Ries · Riou · Russo · Swift · Vauquelin · Verre · Clynhens (stagiair) · Costiou (stagiair) · Thierry (stagiair)
Barguil · Barré · Biermans · Bouet · Bouhanni · Capiot · Champoussin · Costiou · Dekker · Delaplace · Démare (vanf 1/8) · Edet · Gesbert · Grondin · Guernalec · Guglielmi · Hofstetter · Le Berre · Ledanois · Louvel · McLay · Mozzato · Owsian · Pichon · Ponomar (tot 31/7) · Ries · Riou · Rodríguez · Russo · Vauquelin · Verre · Dauphin (stagiair) · Gillet (stagiair) · Tjøtta (stagiair)
Albanese · Barré · Biermans · Capiot · Champoussin · Costiou · Dekker · Delaplace · Démare · García Pierna · Gesbert · Grondin · Guernalec · Guglielmi · Huys · Le Berre · Ledanois(tot 15/8) · Louvel · McLay · Mozzato · Owsian · Ries · Riou · Rodríguez · Scotson · Sénéchal · Thierry (vanaf 1/9) · Vauquelin · Venturini · Verre